# Rafał Muchacki
Rafał Klemens Muchacki (Bielsko-Biała; 3 de Fevereiro de 1955 — ) é um político da Polónia. Ele foi eleito para a Sejm em 25 de Setembro de 2005 com 12015 votos em 27 no distrito de Bielsko-Biała, candidato pelas listas do partido Platforma Obywatelska.